# Reitbach (Gemeinde Eugendorf)
Reitbach  ist ein kleiner Ort zwischen Salzburger Seengebiet und Salzburger Voralpen im Land Salzburg und Ortsteil der Gemeinde Eugendorf im Bezirk Salzburg-Umgebung.

## Geographie
Schwaighofenberg liegt drei Kilometer südlich von Eugendorf auf um die (740 m ü. A.) in einer Passlandschaft direkt am Alpenrand, die hierorts ebenfalls Schwaighofner Berg genannt wird und die Fortsetzung des Heuberg–Petersberg-Zugs nach Osten bildet.
Der Ort sind etwa ein Dutzend Häuser am Unterreithbach, dem oberen Lauf des Burgstallbachs zum Eugenbach, die zuerst nordostwärts fließen, und dann in weiten Bogen nach Westen schwenken und der Salzach zufließen. Sie verteilen sich entlang der L254 Reitbergstraße, die von der Reitbergsiedlung an der L103 Thalgauer Landesstraße nach Unterkoppl führt.
Nachbarorte
| Kalham           |                                             | Reitberg Reitberg-Burgstall |
| Schwaighofenberg | Kompassrose, die auf Nachbargemeinden zeigt | Schwöllern                  |
| Pabenwang        |                                             | Schwaighofen-Egg            |

## Geschichte
Im Ort wurde 2007 von der Salzburg AG die erste Biogas-Tankstelle Österreichs errichtet.